# Latimer (Mississippi)
Latimer é uma Região censo-designada localizada no estado americano de Mississippi, no Condado de Jackson.

## Demografia
Segundo o censo americano de 2000, a sua população era de 4288 habitantes.

## Geografia
De acordo com o United States Census Bureau tem uma área de
42,0 km², dos quais 42,0 km² cobertos por terra e 0,0 km² cobertos por água. Latimer localiza-se a aproximadamente 40 m acima do nível do mar.

## Localidades na vizinhança
O diagrama seguinte representa as localidades num raio de 12 km ao redor de Latimer.